# Teatro Regio di Torino

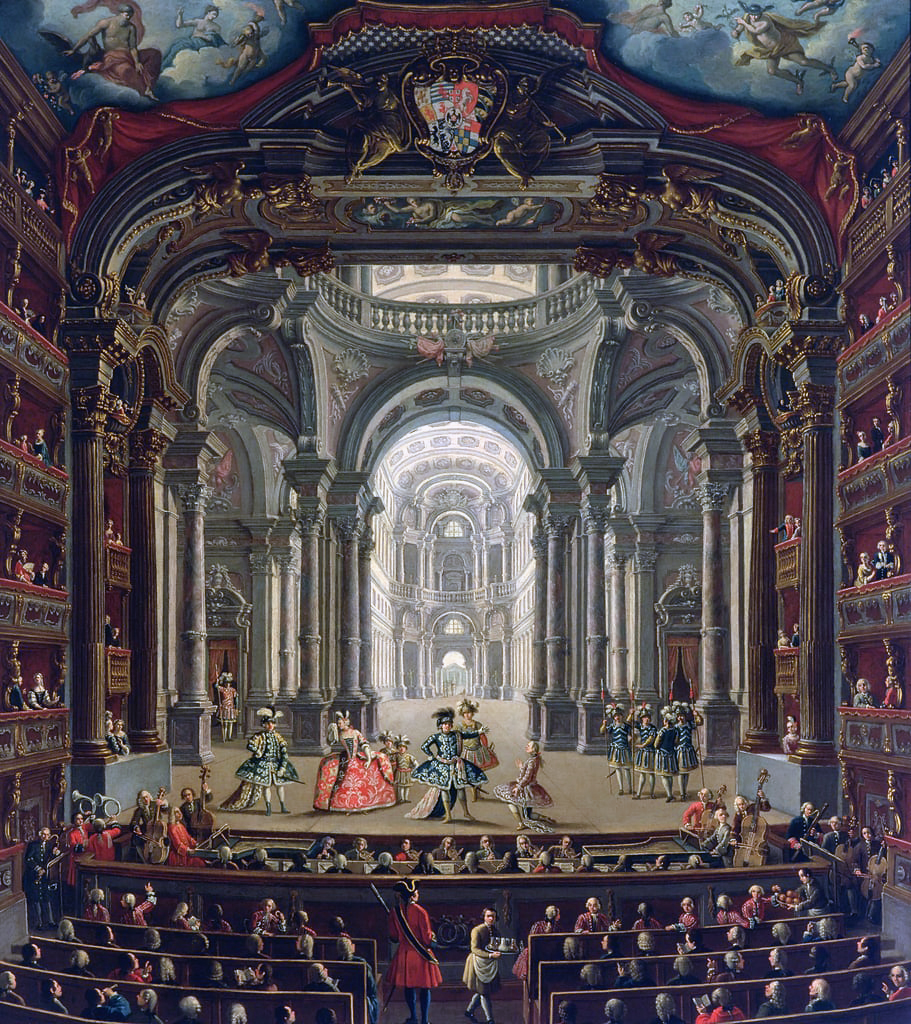
Zeichnung des Teatro Regio di Torino, 18. Jh.

Das Teatro Regio di Torino (deutsch Königliches Theater von Turin) ist ein Opern- und Theaterhaus in der piemontesischen Hauptstadt Turin im Nordwesten Italiens.

## Geschichte
Das Teatro Regio wurde von dem Baumeister Benedetto Alfieri nach Planungen des Architekten Filippo Juvarra an der Piazza Castello im Stadtzentrum erbaut. 1740 fand mit der Aufführung eines Werkes von Francesco Feo die Eröffnung statt. Auf eine königliche Order hin wurde das Theater 1792 geschlossen und das Gebäude wurde als Lagerhalle genutzt. Während der französischen Besatzung Turins unter Napoleon Bonaparte wurde das Theater wieder eröffnet und in „Teatro Nazionale“ umbenannt. Nach dem Abzug der Franzosen blieb das Theater eröffnet, wurde aber erneut in „Teatro Imperiale“ umbenannt. Nach Zeiten finanzieller Unsicherheit wurde das Haus 1870 von der Stadt Turin übernommen. Eine Blütezeit des Hauses waren u. a. die Jahre 1895–1898 unter der Leitung von Arturo Toscanini mit zahlreichen Premieren der Werke von Richard Wagner. Weiterhin fand am 1. Februar 1896 die Uraufführung von Giacomo Puccinis La Bohème statt. In der Saison 1905/1906 wurde hier, wiederum unter dem für diese Saison zurückgekehrten Toscanini, die Oper Siberia gespielt. 1936 brannte das Teatro Regio nieder und wurde erst ab 1967 unter Architekt Carlo Mollino wieder aufgebaut. Es wurde 1973 wieder eröffnet, mit der Aufführung von Giuseppe Verdis Oper Les vêpres siciliennes.